# Nieuw Links (PvdA)
Nieuw Links is de naam voor een vernieuwingsbeweging in de Nederlandse Partij van de Arbeid (PvdA) die vanaf 1966 tot 1971 optrad.

## Geschiedenis
De initiatiefnemers van de beweging waren onder anderen journalist Han Lammers en econoom Hans van den Doel. Zij redigeerden in september 1966 het manifest Tien over Rood. De tekst werd geschreven door Hans van den Doel, Arie van der Hek, Reinier Krooshof, Han Lammers, André van der Louw, Tom Pauka, Rob de Rooi en Arie van der Zwan. Ze hadden kennis kunnen nemen van het partijprogramma van de PvdA nog voor het gedrukt was en besloten dat ze het voor wilden zijn. Daarom zorgden ze ervoor dat het in één weekend werd geschreven, gezet, gedrukt en uitgegeven.
De tien "kenmerkende programmapunten" van Nieuw Links zoals verwoord in Tien over Rood waren:
1. De PvdA neemt niet deel aan een regering, tenzij vaststaat dat de ontwikkelingshulp in 1970 twee procent van het nationale inkomen bedraagt.
2. Iedere gekozen volksvertegenwoordiger dient de plicht te worden opgelegd tot openbare verantwoording, die kan worden afgedwongen.
3. Het parlement dient in staat te worden gesteld ongelimiteerd openbare hoorzittingen te houden van elkeen die naar oordeel van het parlement nuttige informatie kan verstrekken.
4. Elk verkiezingsprogramma van de PvdA dient een minimum te bevatten, zonder de uitvoering waarvan de Partij van de Arbeid niet aan coalitiekabinetten zal deelnemen.
5. Onvoorwaardelijke erkenning van de DDR en van de Vietcong is noodzakelijk. De PvdA dient het initiatief te nemen tot een Europese veiligheidsconferentie met de landen van het Warschaupact.
6. Nederland behoort uit de NAVO te treden wanneer Spanje lid van de NAVO wordt of wanneer Portugal bij de herziening van het verdrag als lid wordt gehandhaafd.
7. Het is wenselijk dat Nederland een republiek wordt zodra de regering van koningin Juliana eindigt.
8. De belasting op erfenissen en schenkingen moet progressief oplopen en boven de honderdduizend gulden negenennegentig procent bedragen.
9. De PvdA dient een inkomenspolitiek te ontwerpen, door middel waarvan het verschil tussen de hoge en lage inkomens wezenlijk kleiner wordt.
10. De werknemers in de bedrijven moeten directe invloed krijgen op het bestuur van hun ondernemingen.

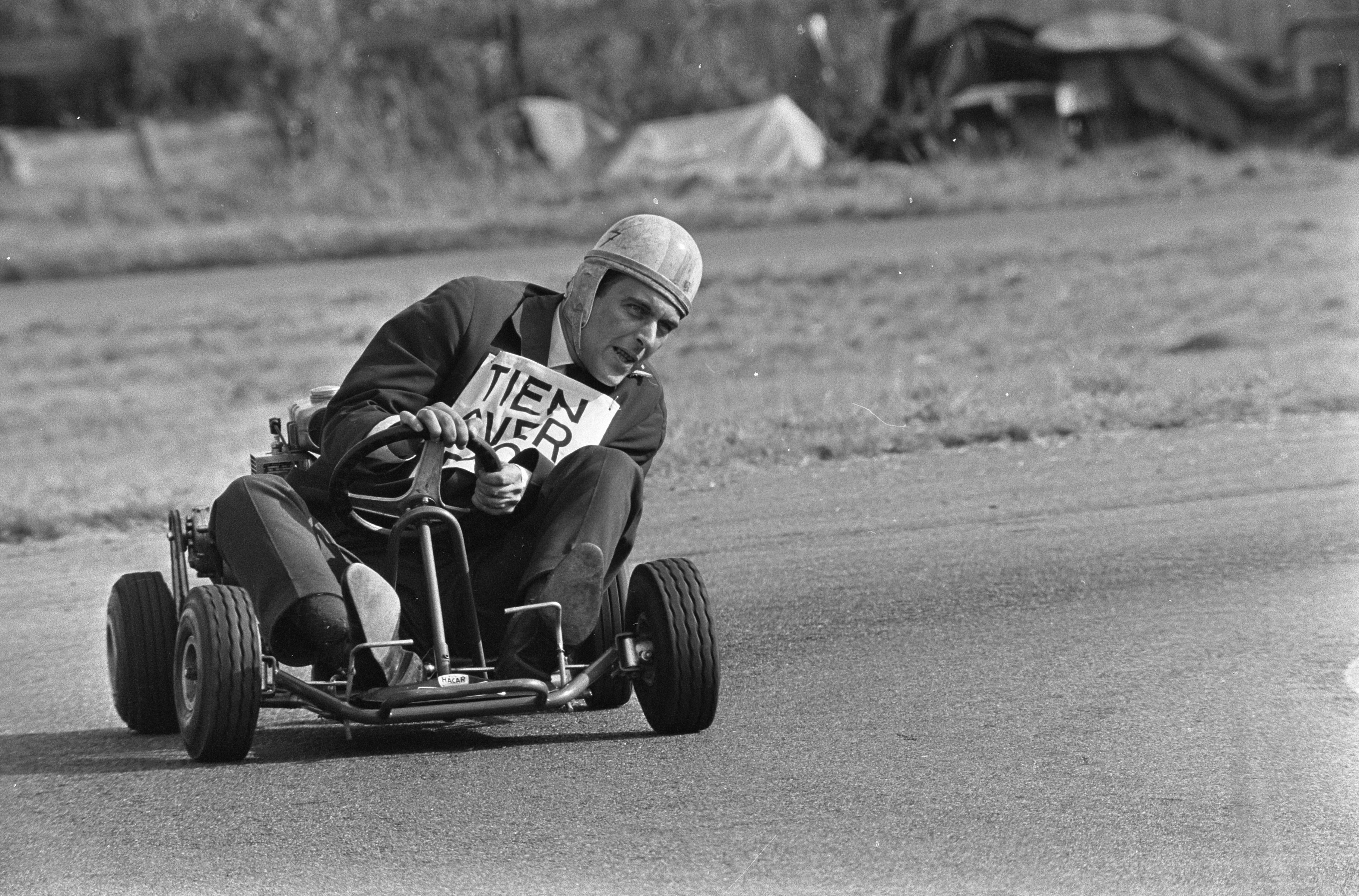
Cartingwedstrijd voor politici (1967). Han Lammers wint in T-shirt met tekst Tien over Rood

Het manifest werd door ruim zeventig personen ondertekend. Tot de ondertekenaars behoorden onder meer: Relus ter Beek, Max van den Berg, Jan Buskes, George Cammelbeeck, Rob van Gennep, Hans Kombrink, Harry de Lange, Emmy Lopes Dias, Piet Meertens, Jan Nagel, Johan Polak en Wim Schermerhorn.
Als meest prominente Nieuwlinksers golden Van der Louw (die in januari 1971 kandidaat werd voor het voorzitterschap van de partij), Hans Ouwerkerk (kandidaat-secretaris) en Relus ter beek (kandidaat-internationaal secretaris).
Allen waren ontevreden over de naar hun oordeel te onduidelijke en te conservatieve koers van de partij. De vernieuwers wensten een linkser standpunt en eveneens herbezinning op de relatie tot het wetenschappelijk marxisme. Partij-icoon Willem Drees daarentegen vermoedde dat de werkelijke doelen van Nieuw Links veel berekenender waren en citaat: Het hoofddoel van Nieuw Links was niet het opperen van nieuwe denkbeelden, maar jonge, eerzuchtige, laten we hopen ook idealistische jongeren, waren erop uit met alle middelen zittende bestuurders van afdelingen en gewesten en raads- en Kamerleden te vervangen. Drees maakte zich ernstig zorgen om de positieve houding van Nieuw Links tegenover linkse dictaturen zoals China en Cuba en over de scepsis tegenover de NAVO.
Een aantal programmapunten van Nieuw Links werd aangenomen op het PvdA-congres van 1967. Op datzelfde congres werden zeven Nieuw Linksers in het partijbestuur gekozen. In 1969 werd André van der Louw gekozen tot vicevoorzitter en werden tien Nieuw Linksers gekozen tot lid van het dagelijks bestuur. Het congres van 1971 versterkte de positie van Nieuw Links nog verder: Van der Louw werd voorzitter en Nieuw Links kreeg een absolute meerderheid in het dagelijks bestuur. Nieuw Links had veel van de gewenste wisseling van de wacht bereikt en hief zichzelf in 1971 op. Enkele geestverwanten van de beweging, Jan Pronk en Irene Vorrink, werden later minister in het kabinet-Den Uyl.
Nieuw Links streefde ook naar samenwerking met andere progressieve partijen, die zou moeten leiden tot een progressief meerderheidskabinet.
In 1967 publiceerde Nieuw Links: 
- De macht van de rooie ruggen: Een uitnodiging tot discussie over de “Uitgangspunten voor een plan van structuurhervormingen”[5]
- De meeste mensen willen meer: Het betere leven van Tien over Rood[6]

Ontevredenheid over de koers van de PvdA onder invloed van Nieuw Links was in 1970 reden voor een aantal PvdA'ers om uit de partij te treden en de nieuwe partij DS'70 op te richten, die geruime tijd geleid werd door Willem Drees jr.